# USS LST-995
El USS LST-995 fue un buque de desembarco de tanques clase LST-542 que sirvió en las armadas estadounidense y argentina.
Fue construido por el Astillero Naval de Boston. La puesta de quilla fue el 12 de marzo de 1944 y la botadura el 2 de mayo de 1944 para entrar al servicio el 20 de mayo del mismo año. Su primer comandante fue el teniente G. W. Chamberlin de la Reserva Naval. El LST-995 fue asignado al teatro europeo. Participó de la invasión del sur de Francia en agosto y septiembre de 1944. Tras el fin de la guerra en 1945, permaneció en la ocupación del Extremo Oriente hasta julio de 1946. Regresó a los Estados Unidos y salió del servicio el 15 de agosto. Recibió una estrella de batalla por su servicio. El 4 de noviembre de 1947, fue vendido al Northwest Merchandizing Service, pasando a llamarse «Don Nicolás».
Tenía una eslora de 328 pies (100 m), una manga de 50 pies (15,2 m) y un calado de 15 pies (4,6 m).
En 1948, el Gobierno de la Argentina compró el buque designándolo como «BDT N.º 2». En 1959, adquirió el nombre de «Cabo San Diego». Pocos años más tarde, la Armada Argentina lo removió de sus filas para su posterior venta.